# Eucynorta reimoseri
Eucynorta reimoseri is een hooiwagen uit de familie Cosmetidae.